# Matthias Geissler
Matthias Geissler (* 1946) ist ein deutscher Chordirigent.
Seit 1957 Mitglied des Dresdner Kreuzchores, studierte Geissler 1965 bis 1972 in Halle die Fächer Orgel, Klavier und Dirigieren. Als Dirigent war er in Berlin Assistent von Fritz Höft. Von 1980 bis 2012 war er Chordirektor der Chöre der Dresdner Philharmonie und leitete den Philharmonischen Chor und den Philharmonischen Kammerchor. 1989 wurde er mit dem Martin-Andersen-Nexö-Kunstpreis der Stadt Dresden ausgezeichnet.
Er war Lehrbeauftragter im Fach Dirigieren an der Hochschule für Musik Dresden und der Hochschule für Kirchenmusik Dresden. Seit 1998 ist er Honorarprofessor.